# Некромантија
Некромантија (грч. νεκρομαντία) је облик магије у коме се позивају душе мртваца ради прорицања.
Од раздобља ренесансе Некромантија је озлоглашена као облик црне магије, приписујући јој као главни циљ призивање демона. Одатле је настао израз нигромантија у значењу црна магија.
Из некромантске праксе развио се током 19. века модерни спиритизам.

## Историја

### Стари век
Некромантија је била позната многим народима у антици; од Персије и Бабилона до Египта. Вештина призивања мртвих спомиње се и у грчко-римском времену.
Најстарији литерарни запис о некромантији налази се у грчком епу Одисеја, у делу у којем Одисеј одлази у Хад и призива душе умрлих на начин како му је објаснила Кирка.
Постоји и више спомена о некромантији у Библији. Један од таквих спомена је и старозаветна прича о јеврејском краљу Саулу који одлази код вештице из Ендора да му помогне призвати дух преминулог Самуела (1 Сам 28-28,25). Надаље, у Поновљеном закону (Пнз 18,9-12) наводи се забрана врачања и некромантије:
Кад дођеш у земљу коју ће ти дати Господ, Бог твој, не учи се чинити гнусеобе оних народа! Нека се не нађе код тебе нитко који би пустио да његов син или кћи иду кроз огањ; нитко који би врачао, ни који би гатао, ни који би чарао или бајао, нитко који би гонио духове; нитко који би питао духа мртваца или врачарског духа или се обраћао мртвима! Јер се гади Господу ко се год тим бави. Због тих гнусности протјерат ће их испред тебе Господ, Бог твој.
Грчки географ Страбон записао је да је Некромантија код Персијанаца један од заступљенијих видова прорицања. Истоветни обичаји забележени су и код Халдејаца, Бабилонаца и Етрушчана.
У Грчкој и Риму евокације мртвих одвијале су се у пећинама, и у близини вулкана, река и језера.

### Средњи век
Хришћански оци у првим стољећима хришћанства указују на раширеност некромантије код паганских народа и залажу се против такве праксе. С временом се појам Некромантија све више поистовјећује с осталим праксама вештичарства и црне магије, па се на пример, Тертулијан противио тој пракси тврдећи да се призивачима уместо душа умрлих заправо приказују демони који их желе обманути.
Премда је Некромантија етикетирана и здружена са „црним умијећем“ заједно с алхемијом, магијом и вештичарством, ипак је донекле преживела као облик прорицања током средњег века.

### Ренесанса
Појавом ренесансе и ревитализацијом новоплатонистичке филозофије, оживљавају сви облици окултне праксе, тако и Некромантија. Чувени ренесансни окултист Хеинрих Корнелиус Агрипа је у својој књизи Де окулта пхилосопхиа описивао магичне обреде потребне за призивање душа умрлих.

### Савремено доба
Од 19. века обликује се савремени вид некромантије, спиритизам, вештина призивања умрлих особа уз помоћ духовних медија.
Један од најпознатијих традиционалних покушаја евокације мртвих, забележио је француски окултист Елифас Леви у својој књизи Догма и Ритуал Високе Магије из 1856. године. Догађај се збио за време Левијевог боравка у Лондону у лето 1854. године. На молбу неке енглеске даме, Леви је извео обред некромантије и, према његовом уверењу, призвао дух Аполонија из Тијане.